# Allegro en do mayor, KV 1b (Mozart)
| Allegro en do mayorⓘ |

El Allegro para teclado en do mayor, K. 1b, es una breve pieza musical, compuesta por Wolfgang Amadeus Mozart en Salzburgo entre los meses de enero y marzo de 1761, cuando tan sólo contaba con cinco años de edad. Esta pieza de música es la segunda composición de Mozart, y se encuentra recogida en el conocido como Nannerl Notenbuch, un pequeño cuaderno que Leopold Mozart, el padre de Wolfgang, empleaba para enseñar música a sus hijos. La pieza fue puesta por escrito por Leopold, en tanto que el pequeño Wolfgang no sabía escribir música por entonces, dada su corta edad.   

## Descripción
Es una pieza muy breve, compuesta por solo doce compases, y está en la tonalidad de do mayor. Suele ser interpretada en el clavicémbalo, aunque en su ejecución pueden emplearse otros instrumentos de teclado.

## Análisis
Como indica el tempo, es una pieza rápida y viva y, al contrario que la KV 1a, no está basada en frases repetidas. Se inicia con una escala ascendente en la mano derecha, desde la dominante (sol) a la mediante (mi) en el primer y el tercer tiempos del compás, mientras que la mano izquierda añade un contrapunto en las partes débiles. Después de alcanzar un punto culminante, se despliega en una serie de notas negras y corcheas, acompañada por un bajo muy sencillo. Curiosamente, la cadencia final tiene lugar entre el octavo y el noveno compases: en los últimos cuatro compases, que ocupan un cuarto del total de la composición, Mozart introduce varios cambios sobre una tríada de do mayor sin adornar. Los únicos ornamentos que aparecen a lo largo de toda la pieza son mordentes.